# Олешинська сільська рада
Оле́шинська сільська́ ра́да — адміністративно-територіальна одиниця та орган місцевого самоврядування у Хмельницькому районі Хмельницької області. Адміністративний центр — село Олешин.

## Загальні відомості
- Територія ради: 79,68 км²
- Населення ради: 3 969 осіб (станом на 2001 рік)
- Територією ради протікає річка Зелена

## Населені пункти
Сільській раді підпорядковані населені пункти:
- с. Олешин
- с. Велика Калинівка
- с. Іванківці
- с. Черепова

## Склад ради
Рада складається з 20 депутатів та голови.
- Голова ради: Волошановський Павло Станіславович
- Секретар ради: Мазур Тетяна Іванівна

### Керівний склад попередніх скликань
| Прізвище, ім'я, по батькові        | Основні відомості                                                        | Дата обрання | Дата звільнення |
| ---------------------------------- | ------------------------------------------------------------------------ | ------------ | --------------- |
| Вітязь Микола Олександрович        | Сільський голова, 1951 року народження, член Української Народної Партії | 26.03.2006   | 31.10.2010      |
| Волошановський Павло Станіславович | Сільський голова, 1978 року народження, освіта вища, безпартійний        | 31.10.2010   | звільнений      |

Примітка: таблиця складена за даними сайту Верховної Ради України

### Депутати
За результатами місцевих виборів 2010 року депутатами ради стали:

#### За суб'єктами висування
| Суб'єкт висування                                   | Кількість обраних депутатів | %  |
| --------------------------------------------------- | --------------------------- | -- |
| Самовисування                                       | 18                          | 90 |
| Політична партія Всеукраїнське об'єднання «Свобода» | 1                           | 5  |
| Політична партія «Сильна Україна»                   | 1                           | 5  |

#### За округами
| № округу                                            | Прізвище, ім'я, по батькові   | Дата визнання обраним | Освіта             | Партійна приналежність                    | Відомості про обраного депутата                                                           |
| --------------------------------------------------- | ----------------------------- | --------------------- | ------------------ | ----------------------------------------- | ----------------------------------------------------------------------------------------- |
| Політична партія Всеукраїнське об'єднання «Свобода» |                               |                       |                    |                                           |                                                                                           |
| 2                                                   | Богуцький Юрій Михайлович     | 03.11.2010            | вища               | член Всеукраїнського об'єднання «Свобода» | тимчасово не працює                                                                       |
| Політична партія «Сильна Україна»                   |                               |                       |                    |                                           |                                                                                           |
| 7                                                   | Беринда Андрій Васильович     | 03.11.2010            | вища               | член Політичної партії «Сильна Україна»   | студент                                                                                   |
| Самовисування                                       |                               |                       |                    |                                           |                                                                                           |
| 1                                                   | Вовк Віра Іванівна            | 03.11.2010            | вища               | позапартійна                              | Іванковецький НВК, вчитель                                                                |
| 3                                                   | Гринчук Руслан Степанович     | 03.11.2010            | середня спеціальна | позапартійний                             | ВАТ «Укртелеком», електромонтер                                                           |
| 4                                                   | Сігутіна Ганна Макарівна      | 03.11.2010            | середня            | позапартійна                              | Олешинська с/р, соц . працівник                                                           |
| 5                                                   | Дикий Олександр Анатолійович  | 03.11.2010            | середня спеціальна | позапартійний                             | тимчасово не працює                                                                       |
| 6                                                   | Купа Сергій Васильович        | 03.11.2010            | середня спеціальна | позапартійний                             | ТОВ «Буд-Альянс груп», геодезист                                                          |
| 8                                                   | Петляк Тетяна Володимирівна   | 03.11.2010            | середня спеціальна | позапартійна                              | фельдшерсько-акушерський пункт, акушер                                                    |
| 9                                                   | Вознюк Олександр Йосипович    | 03.11.2010            | середня спеціальна | позапартійний                             | тимчасово не працює                                                                       |
| 10                                                  | Осядлий Віталій Станіславович | 03.11.2010            | вища               | позапартійний                             | АГМКСТ 1 м. Хмельницький, оператор                                                        |
| 11                                                  | Мазур Тетяна Іванівна         | 03.11.2010            | вища               | позапартійна                              | Олешинська с/р, секретар                                                                  |
| 12                                                  | Марченко Віталій Анатолійович | 12.02.2012            | вища               | член Партії «Солідарність»                | ДТГО «Південно-західна залізниця», ДН-3 ст. Гречани, регулювальник швидкості руху вагонів |
| 13                                                  | Добренький Сергій Миколайович | 03.11.2010            | вища               | позапартійний                             | Іванковецький НВК, вчитель                                                                |
| 14                                                  | Грицина Сергій Дмитрович      | 03.11.2010            | середня            | позапартійний                             | ГУ МНСУ, водій                                                                            |
| 15                                                  | Панасюк Людмила Василівна     | 03.11.2010            | вища               | позапартійна                              | Іванковецький НВК, заст. Дир.                                                             |
| 16                                                  | Макарова Ганна Миколаївна     | 03.11.2010            | середня            | позапартійна                              | Укрпошта, листоноша                                                                       |
| 17                                                  | Демчишина Антоніна Романівна  | 03.11.2010            | середня спеціальна | позапартійна                              | тимчасово не працює                                                                       |
| 18                                                  | Гвоздь Ганна Сергіївна        | 03.11.2010            | середня            | позапартійна                              | Укрпошта, листоноша                                                                       |
| 19                                                  | Басько Микола Дем'янович      | 03.11.2010            | вища               | позапартійний                             | Хмельницький КООП «Агровик», голова                                                       |
| 20                                                  | Кучер Наталія Євгенівна       | 03.11.2010            | середня спеціальна | позапартійна                              | РТЦОНГ, соцпрацівник                                                                      |